# Isachne dioica
Isachne dioica är en gräsart som beskrevs av Jason Richard Swallen. Isachne dioica ingår i släktet Isachne och familjen gräs. Inga underarter finns listade i Catalogue of Life.